# Last of the Breed
Last of the Breed es el sexagésimo álbum de estudio del músico estadounidense Willie Nelson publicado por la compañía discográfica Lost Highway Records el 20 de marzo de 2007. Debutó en el puesto 64 de la lista estadounidense Billboard 200 tras vender 13 000 copias en su primera semana a la venta. También fue situado en el puesto 33 de la lista de los cincuenta mejores álbumes de 2007 según la revista Rolling Stone. Willie Nelson y Ray Price ganaron un Grammy en la categoría de mejor colaboración vocal country por la canción "Lost Highway".

## Lista de canciones
Disco uno
1. "My Life's Been a Pleasure" (Jesse Ashlock) – 3:03
2. "My Mary" (Jimmie Davis, Stuart Hamblen) – 3:14
3. "Back to Earth" (Willie Nelson) – 3:25
4. "Heartaches by the Number" (Harlan Howard) – 3:04
5. "Mom and Dad's Waltz" (Lefty Frizzell) – 3:26
6. "Some Other World"(Floyd Tillman) – 3:26
7. "Why Me" (Kris Kristofferson) – 3:44
8. "Lost Highway" (Leon Payne) – 2:54
9. "I Love You a Thousand Ways" (Frizzell, Jim Beck) – 2:57
10. "Please Don't Leave Me Any More Darlin'" (Ashlock) – 3:34
11. "I Gotta Have My Baby Back"(Tillman) – 3:12

Disco dos
1. "Goin' Away Party" (Cindy Walker) – 3:25
2. "If I Ever Get Lucky" (Merle Haggard, Lou Bradley) – 4:11
3. "Sweet Memories" (Mickey Newbury)  – 3:24
4. "Pick Me Up on Your Way Down" (Howard) – 3:16
5. "I Love You Because" (Payne) – 3:03
6. "Sweet Jesus" (Haggard) – 3:38
7. "Still Water Runs the Deepest" (Ashlock) – 2:40
8. "I Love You so Much it Hurts" (Tillman) – 3:10
9. "That Silver-Haired Daddy of Mine" (Gene Autry, Jimmy Long) – 3:25
10. "I'll Keep on Loving You" (Tillman) – 3:05
11. "Night Watch" (Walker) – 2:47

## Personal
- Merle Haggard – voz y guitarra.
- Ray Price – voz.
- Willie Nelson – voz y guitarra acústica.
- Eddie Bayers – batería.
- Buddy Emmons – pedal steel guitar.
- Vince Gill – coros (en "Heartaches by the Number")
- Johnny Gimble – violín y mandolina.
- Aubrey Haynie – violín y mandolina.
- John Hobbs – teclados, órgano Hammond y piano Wurlitzer.
- Elana James – violín.
- The Jordanaires – coros.
- Kris Kristofferson – voz y coros (en "Why Me")
- Brent Mason – guitarra eléctrica.
- Gordon Mote – piano.
- Don Potter – guitarra acústica.
- Boots Randolph – saxofón.
- Michael Rhodes – bajo.

## Posición en listas
| País           | Lista              | Posición |
| -------------- | ------------------ | -------- |
| Estados Unidos | Top Country Albums | 7        |
| Estados Unidos | Billboard 200      | 64       |